# Dům čp. 196 (Štramberk)
Dům čp. 196 stojí na ulici Zauličí ve Štramberku v okrese Nový Jičín. Roubený dům byl postaven na přelomu 18. a 19. století. Byl zapsán do Ústředního seznamu kulturních památek ČR před rokem 1988 a je součástí městské památkové rezervace.

## Historie
Podle urbáře z roku 1558 bylo na náměstí postaveno původně 22 domů s dřevěným podloubím, kterým bylo přiznáno šenkovní právo a sedm usedlých na předměstí. Uprostřed náměstí stál pivovar. V roce 1614 je uváděno 28 hospodářů, fara, kostel, škola a za hradbami 19 domů. Za panování jezuitů bylo v roce 1656 uváděno 53 domů. První zděný dům čp. 10 byl postaven na náměstí v roce 1799. V roce 1855 postihl Štramberk požár, při němž shořelo na 40 domů a dvě stodoly. V třicátých letech 19. století stálo nedaleko náměstí ještě dvanáct dřevěných domů.
Původní roubený dům čp. 196 byl postaven na přelomu 18. a 19. století. V průběhu let byl několikrát opravován, v roce 1951 dům prošel generální opravou, kdy byly nahrazeny vyměněny některé dřevěné konstrukce, v roce 1987 byla provedena další oprava. Objekt je příkladem původní předměstské zástavby ve Štramberku.

## Stavební podoba
Dům je přízemní roubená stavba na obdélném půdorysu, orientovaná štítovými průčelími do ulic Zauličí a Vrchní cesta. Dispozice je dvojdílná se síní a jizbou. Dům je postaven na vysoké kamenné podezdívce, která vyrovnává svahovou nerovnost, je podsklepen, původní chlévy v podsklepení jsou přestavěny na stylový obchůdek. Zadní průčelí je zděné a přiléhá ke svahu. Štítové průčelí má dvě kastlíková okna ve zdobených rámech. Štít je svisle bedněný s oknem, kabřincem ve vrcholu a podlomenicí v patě štítu. Štítové okno má dřevěné okenice s otvorem v podobě lipového listu, který připomíná původní tvary výzorníků. Střecha je sedlová. Na pravé straně okapové strany je na vysoké podezdívce pavláčka, ze které vede vstup do dřevěnice. K zadní části roubenky je přistavěna nová zděná budova.